# Малецки, Патрик
Па́трик Адриа́н Мале́цки (пол. Patryk Adrian Małecki; род. 1 августа 1988, Сувалки) — польский футболист, полузащитник. Выступал за сборную Польши.

## Биография

### Клубная карьера
Футболом начал заниматься в своём родном городе Сувалки, недалеко от Литвы. В шесть лет он попал в футбольную школу местного клуба «Вигры», команда сделала для него исключение ведь обычно на тренировки записывали только тех, кому уже исполнилось восемь лет. Малецки демонстрировал очень результативную игру, нередко в одном матче он забивал до 10 голов. В 12 лет Патрик даже несколько раз тренировался с основой «Вигры». В 13 лет Малецки пригласили в краковскую «Вислу», сделал это тогдашний президент клуба Богдан Басалай.
В феврале 2006 года Патрик был включён в состав первой команды «Вислы» тогдашним тренером Даном Петреску. В апреле 2006 года им заинтересовалось итальянское «Лацио». В основе команды дебютировал в домашнем матче чемпионата Польши 10 сентября 2006 года в матче против щецинской «Погони» (0:0), Малецки вышел на 85 минуте вместо Марека Жинчука. 30 ноября 2006 года дебютировал в еврокубках в групповом матче Кубка УЕФА против швейцарского «Базеля» (3:1), Малецки вышел в добавленное время вместо Павла Брожека. В группе «Висла» заняла 4 место опередив «Базель» и уступив «Фейеноорду», «Нанси» и «Блэкберн Роверс».
Первый гол в Экстраклассе забил 4 марта 2007 года в выездном матче против «Гурника» из Забже (0:4), Патрик вышел на 61 минуте вместо Павла Брожека на 82 минуте забил гол в ворота Матеуша Славика. На следующей день в ходе тренировке получил травму перелом малоберцовой кости, следующею игру сыграл 13 мая 2007 года против «Краковии» (0:0). Сезон 2006/07 «Висла» провалила в чемпионате заняв 8 место, в Кубке клуб дошёл до 1/16 финала. В Кубке Экстраклассы «Висла» дошла до полуфинала проиграв «Белхатуву».
В первой половине сезона 2007/08 в «Висле» провёл 7 матчей в чемпионате Польши выходя на замены. В феврале 2008 года был отдан до конца сезона в аренду в клуб «Заглембе» (Сосновец). В команде провёл 11 матчей и забил 2 гола («Лодзю» и «Краковии»). Без помощи Малецки «Висла» выиграла чемпионат Польши. После возвращения Патрика летом 2008 года стал основным игроком, сыграв 27 матчей и забив 5 мячей в чемпионате. В сезоне 2008/09 «Висла» снова стала чемпионом, обогнав извечного соперника варшавскую «Легию».

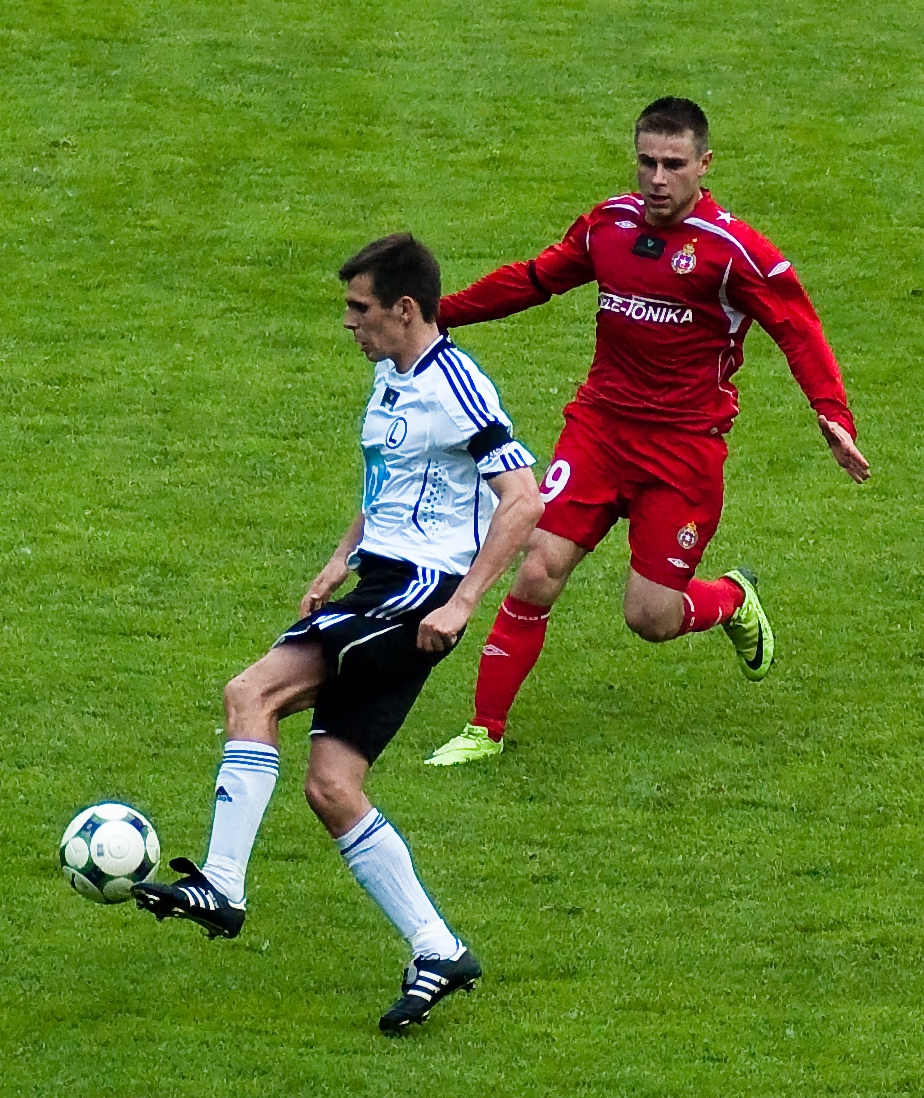
Томаш Килбович и Патрик Малецкий в матче «Легия» — «Висла»

Сезон 2009/10 Патрик начал в основном составе под руководством Мацея Скоржы. С правого крыла атаки он был переведён на позицию оттянутого форварда (позади Павла Брожека). Благодаря успешным выступлениям получил вызов в сборную Польши, а 1 октября 2009 года продлил контракт до июня 2014 года. 13 декабря 2009 он получил приз «Открытие года» от еженедельника «Piłka Nożna», а также стал лауреатом футбольного «Оскара» от того же издания в номинации «Открытие года — надежда на Евро-2012». Выбирали лауреатов игроки и тренеры клубов Экстраклассы.

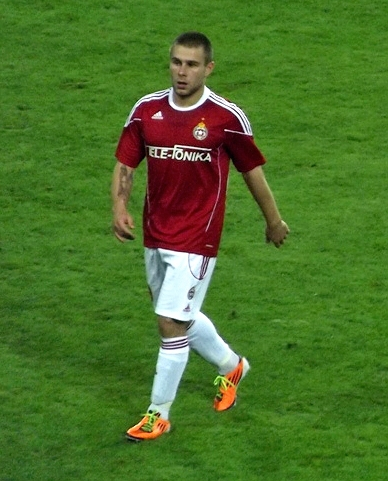
Патрик Малецки в 2009 году

9 июля 2010 во время подготовки к сезону 2010/11 Патрик отказался выходить на поле в товарищеском матче против немецкого клуба «Ганновер 96», за что был оштрафован. Позднее Малецкий принёс свои извинения на официальной странице клуба. Первый гол в сезоне он забил в ворота «Арки» с передачи Драгана Палича. После прихода на пост тренера Роберта Маасканта, в первом матче нового наставника он снова отличился, поразив ворота бытомской «Полонии». Ещё в следующих трёх играх он выходил на замену, а в основном составе вышел уже против «Шлёнска» и завоевал место в составе «белых звёзд». Спустя два матча он благодаря своим двум голам поучаствовал в разгроме сначала гданьской «Лехии» (5:2), а затем и варшавской «Легии» (4:0). Дальше он участвовал в победе над варшавской «Полонией» (ассистировал Дариушу Петрасяку), победе над «Рухом» из Хожува (голевой пас Андражу Кирму), затем ещё дважды отличился. 15 мая 2011 года в дерби против «Краковии» подал угловой прямо на Маора Меликсона, который забил победный гол. Победа во встрече принесла «Висле» досрочное чемпионство за три тура до конца (для Патрика оно стало третьим). В матче он ещё и подрался с игроком команды соперника Саиди Нтибазонкизой, а после игры от имени Аркадиуша Радомского принёс извинения.

### Карьера в сборной
В юношеской сборной Польши до 16 лет дебютировал 13 апреля 2003 года в матче против России. 25 августа 2003 года в матче со Швецией Патрик забил гол. В августе 2005 года вместе со сборной Польши до 19 лет выступал на товарищеском турнире памяти Вацлава Ежека. В первом матче против Словакии забил единственный гол Польши. Во втором матче против Венгрии оформил хет-трик. Патрик Малецки был признан лучшим игроком турнира.
В июне 2007 года он был включён в состав молодёжной сборной Польши до 20 лет на чемпионат мира 2007 в Канаде тренером Михалом Глобишом. В первом победном матче против Бразилии (1:0), Патрик получил жёлтую карточку, а единственный гол забил Гжегож Крыховяк. После Польша проиграла США (6:1) и сыграла в ничью с Южной Кореей (1:1). В группе поляки заняли 2 место уступив США и обогнали Бразилию и Южную Корею. В 1/8 Польша уступила будущему победителю турнира Аргентине (3:1). Патрик Малецки на турнире провёл все 4 матча по 90 минут.
В молодёжной сборной Польши до 21 года дебютировал 22 августа 2007 года в матче отбора на чемпионат Европы 2009 против Грузии (3:1), Малецки вышел на 46 минуте вместо Кшиштофа Сокалски. В группе Польша заняла 3 место и не прошла на чемпионат, Европы уступив России и Испании, но обогнав Казахстан и Грузию.
В национальной сборной Польши дебютировал 14 ноября 2009 года в домашнем товарищеском матче против Румынии (0:1), Малецки вышел на 70 минуте вместо Роберта Левандовского. Второй матч провёл 18 ноября 2009 года против Канады (1:0), Патрик вышел на 88 минуте вместо Людовика Обраньяка. В декабре 2009 года попал в заявку Францишека Смуды на Кубок Короля в Таиланде.

## Достижения
- Чемпион Польши (3): 2007/08, 2008/09, 2010/11